# Wild Ones (singolo)
Wild Ones è un singolo del rapper statunitense Flo Rida, pubblicato negli Stati Uniti d'America il 19 dicembre 2011 come secondo estratto dal quarto album in studio Wild Ones.

## Descrizione
Il brano figura la collaborazione della cantante australiana Sia ed è stato prodotto dal duo francese soFLY & Nius e da Axwell. Il singolo ha debuttato alla venticinquesima posizione della Billboard Hot 100. Nei primi sei mesi del 2012, il singolo ha venduto negli Stati Uniti oltre 2 790 000 copie.
Nel 2012 viene prodotto un remix, intitolato Wild Ones Two, che raffigura sempre Sia, ma con il featuring del DJ francese David Guetta e dell'olandese Nicky Romero. La traccia non presenta le parti cantate da Flo Rida e viene accreditata a Jack Back, side project dello stesso David Guetta. Il singolo ha venduto oltre 6,5 milioni di copie durante il 2012, risultando così il decimo più venduto di quell'anno.

## Tracce
CD singolo
1. Wild Ones (Album Version)
2. Good Feeling (Carl Tricks Remix)

Download digitale
1. Wild Ones – 3:53

## Classifiche
| Classifica (2011) | Posizione massima |
| ----------------- | ----------------- |
| Australia         | 1                 |
| Austria           | 3                 |
| Belgio (Fiandre)  | 12                |
| Belgio (Vallonia) | 15                |
| Canada            | 7                 |
| Danimarca         | 12                |
| Finlandia         | 6                 |
| Francia           | 29                |
| Germania          | 6                 |
| Irlanda           | 3                 |
| Lussemburgo       | 4                 |
| Norvegia          | 1                 |
| Nuova Zelanda     | 1                 |
| Paesi Bassi       | 15                |
| Regno Unito       | 4                 |
| Scozia            | 4                 |
| Spagna            | 35                |
| Stati Uniti       | 5                 |
| Stati Uniti (pop) | 26                |
| Svezia            | 3                 |
| Svizzera          | 3                 |